# 열 홀 효과
열 홀 효과는 홀 효과의 열적인 효과이다. 여기서 열 그래디언트는 전기장 대신에 고체를 가로질러서 생성된다. 자기장이 걸릴 때 직교하는 온도 구배가 발생한다. 
도체에 대해 열전류의 중요한 부분이 전자에 의해 운반된다. 특히 리기-레덕 효과는 수직한 온도 구배의 결과로 열 흐름을 기술한다. 

## 같이 보기
- 홀 효과